# Gohana
Gohana ist eine Stadt (Municipal Council) im nordwestindischen Bundesstaat Haryana.
Gohana liegt 80 km nordwestlich der Bundeshauptstadt Neu-Delhi.
Die Stadt gehört zum Distrikt Sonipat.
Umliegende Städte sind die Distrikthauptstadt Sonipat, Panipat, Jind und Rohtak.
Die nationale Fernstraße NH 71A (Rohtak–Panipat) führt durch Gohana.
Die Stadt Gohana hatte beim Zensus 2011 65.708 Einwohner.
Knapp 96 % der Bevölkerung waren Hindus.